# جلكيات أرضية
الجلكيات الأرضية (الاسم العلمي: Geotriidae) هي فصيلة من اللافكيات تتبع رتبة الجلكيات من طائفة مستديرات الفم.

## التصنيف
- الجلكاوات الأرضية
  - الجلكى الأرضية